# Fenigli
Fenigli è una frazione del comune italiano di Pergola, in provincia di Pesaro e Urbino, nella valle del Metauro. Dista ca. 5 chilometri da Pergola

## Storia
I primi documenti risalgono agli anni 30 del XII secolo
In quel periodo il castello di Fenigli era sotto il dominio dei Malatesta. Passò in seguito ai Da Montefeltro, entro il ducato d'Urbino.
Con la caduta del ducato entrò nello stato pontificio.
Durante il periodo napoleonico fu comune autonomo nell'ambito del Cantone di Pergola. Nel 1811 Fenigli fu unito a Pergola. 
Con la restaurazione tornò comune autonomo. Nel 1849 la comunità espresse il suo sostegno alla Repubblica romana contro l'invasione francese .
Il comune fu soppresso nel 1869 e unito al Comune di Pergola.

## Monumenti
Rimangono i resti dell'antica rocca  e ospita la Chiesa di S. Ercolano a Fenigli del XIII secolo che nel XIV secolo divenne una pieve.